# Premjit Lall
Premjit J. Lall est un joueur indien de tennis né le 20 octobre 1940 à Calcutta et y décède le 31 décembre 2008. Quart de finaliste en double à Wimbledon en 1973.

## Biographie
En 1958 il atteint la finale de Wimbledon Juniors perdu contre Butch Buchholz.
Il joue en Coupe Davis de 1959 à 1973 (41 rencontres), il y bat notamment l'Australie en 1970 à la suite de sa victoire sur Dick Crealy ; l'Australien atteindra cette année-là la finale de l'Open d'Australie.
Au tournoi de double de l'Open d'Australie en 1962 il atteint les quarts de finale avec Jaidip Mukherjea, ils s'inclinent face à la paire Roy Emerson / Neale Fraser (3-6, 2-6, 4-6)

Au tournoi de double de Wimbledon en 1973 il atteint les quarts de finale avec Jaidip Mukherjea, ils s'inclinent face à la paire Jimmy Connors / Ilie Năstase (1-6, 2-6, 7-5, 2-6)
Huitième de finale en simple à l'Open d'Australie en 1962, perd contre John Newcombe (3-6, 4-6, 8-10)
Il a battu Guillermo Vilas, Roscoe Tanner, Jan Kodeš et perdu un match en 5 sets contre Stan Smith à Roland Garros (6-3, 3-6, 1-6, 6-4, 0-6).
Il fait partie des deux joueurs qui ont fait trembler Rod Laver pendant son parcours vers le Grand Chelem en 1969, comme Dick Crealy à Roland Garros, à Wimbledon Lall mena 2 sets à 0 mais aussi 3-0 dans le troisième sets face à Laver avant de subir des crampes au coude, il ne put ensuite remporter aucun jeu (6-3, 6-4, 3-6, 0-6, 0-6).
En 1973 Björn Borg joue son premier match à Wimbledon contre lui, Lall perd en 3 sets 6-3, 6-4 et 9-8 dans le troisième où il joue le plus long tie break de l'histoire, remporté 20 à 18 par Borg. Record égalisé 20 ans après puis à 4 autres reprise ensuite, mais jamais battu.
Il est avec Bjorn Borg le seul joueur qui eut besoin d'être escorté par les autorités de Wimbledon pour mettre ses fans, notamment féminines, à l'écart.
Il se retire en 1975 et joue ses derniers matchs chez lui en Inde à Calcutta en 1978 et à Bombay en 1979, deux premiers tours en double.
Il décède en 2008 après 16 ans passé dans un fauteuil à la suite d'un accident vasculaire cérébral survenu en 1992.